# Antonio Moreno Ruiz (farmacéutico)
Antonio Moreno Ruiz ( Madrid, 24 de junio de 1796 - 1852 ) fue un farmacéutico y químico español.
Aconsejado por Casimiro Gómez Ortega, estudió farmacia en la Universidad Complutense de Madrid, física y química en el Palacio Real de Madrid, botánica en el Real Jardín Botánico de Madrid y mineralogía en el Museo de Ciencias Naturales de Madrid . Catedrático de química y farmacia experimental en el Real Colegio de San Fernando (1924) y Boticario de Cámara de Su Majestad (1830).  Fue consejero de Instrucción pública y miembro de los consejos de Sanidad, Agricultura, Industria y Comercio, así como de la Junta de Moneda y de la de Aranceles. En 1847 fue académico de la Real Academia de Ciencias Exactas, Físicas y Naturales.
Analizó las aguas de Riotinto por encargo de Pedro María Rubio, autor del Tratado de las Fuentes Minerales de España .  Recibió la encomienda de la Orden de Carlos III y en su honor llamaron un mineral de sulfato de níquel morenosita .